# Gersekarát
Gersekarát is een plaats (község) en gemeente in het Hongaarse comitaat Vas. Gersekarát telt 773 inwoners (2001).

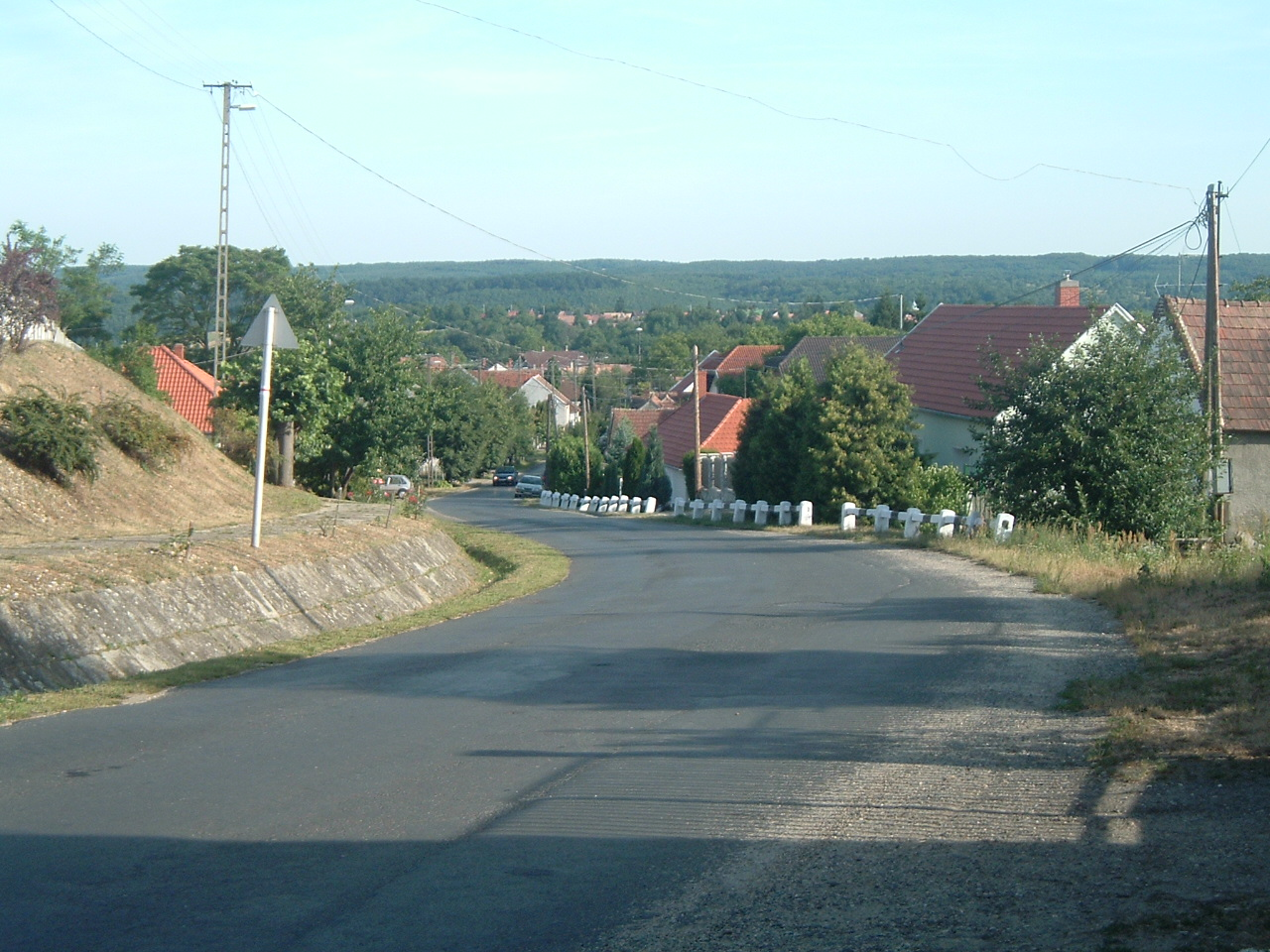
Gersekarát